# Schwemmgutmuseum Finsing
Das Schwemmgutmuseum Finsing war ein Museum bei Neufinsing im Landkreis Erding in Bayern. 

## Lage und Exponate
Es dürfte das einzige Museum sein, in dem Schwemmgut ausgestellt war. Die Ausstellung im Gebäude des Kraftwerks Finsing wurde 1999 eröffnet und wegen Personalmangels inzwischen wieder geschlossen.
In drei Räumen des Schwemmgutmuseums Finsing waren Objekte ausgestellt, die in den Rechen der Laufwasserkraftwerke im Gebiet um München aufgefangen wurden.
Darunter befanden sich Kuriositäten wie Flaschenpost, Kinderspielzeug oder aufgebrochene Tresore. Das Museum möchte damit  auch auf die Problematik der Wegwerfgesellschaft aufmerksam machen.